# Église Saint-Sauveur de Hakendover
Pour les articles homonymes, voir Église Saint-Sauveur.
L'église Saint-Sauveur (Heilige Verlosserkerk ou Goddelijke Zaligmakerkerk en néerlandais) est une église de styles roman et gothique située sur le territoire de Hakendover, village de la ville belge de Tirlemont, dans la province du Brabant flamand.

## Localisation
L'église se dresse à l'intersection de la Hakendoverstraat (rue de Hakendover) et du Processieweg (chemin de la Procession), au cœur du village de Hakendover situé à environ 4 km à l'est du centre de Tirlemont.

## Historique
L'église Saint-Sauveur de Hakendover résulte de plusieurs campagnes de construction allant du XIIe siècle au XVIIIe siècle :
- la partie la plus ancienne est constituée de la tour et de la nef romanes édifiées au XIIe siècle[1],[2] ;
- la croisée du transept et une partie du croisillon sud sont de style gothique et datent du milieu du XIIIe siècle[1],[2] ;
- le chœur gothique date du XVe siècle, époque à laquelle le croisillon méridional est partiellement rebâti[1].

L'église fait depuis le 19 avril 1937 l'objet d'un classement comme monument historique de la Région flamande sous la référence 43084.

## Littérature
Une histoire légendaire de la fondation de l'église a été décrite par Charles De Coster dans Trois Sœurs (qui fait partie des Légendes flamandes).